# Казе, Адам
Адам Казе англ. Adam Khaze; Иран – австралийский эксперт по сложным миграциям населения. В своих работах он затрагивает тему мультикультурализма, прежде всего в посткоммунистических странах, в том числе в бывших югославских республиках.

## Биография
Адам Казе родился в Иране, откуда он иммигрировал в Австралию в 1988 году в рамках специальной иммиграционной программы австралийского правительства для членов веры бахаи. Он получил степень юриста в Австралийском национальном университете в Канберре и степень по экономике в Университете Кертина в Перте. Он закончил аспирантуру по иммиграционному праву в Университете Виктории в Мельбурне.
Со временем, во время учебы, он стал помогать своим землякам, а также другим людям легально иммигрировать в Австралию, чтобы обеспечить достойную жизнь себе и своему потомству. Свою карьеру он построил в качестве юридического и экономического консультанта в ведущих компаниях. В Австралии он известен как пионер стратегических миграционных решений, ориентированных на мигрантов из Азии и Южной Америки.
Он также является адвокатом Верховного суда Нового Южного Уэльса и имеет право консультировать во всех областях права. Он является основателем и владельцем сиднейской фирмы «Solve Migration», специализацией которой является сотрудничество со специалистами во всех областях иммиграционного права: корпоративного, семейного, гуманитарного, а также в сфере судебных споров.

### Профессиональная работа
В своих профессиональных публикациях Казе занимается анализом последствий «политики белой Австралии», которая была официальной австралийской иммиграционной политикой с 1901 года до нескольких лет после Второй мировой войны, согласно которой только иммигранты определенного происхождения могли быть принят в эту страну. Иммигранты из Югославии и Азии сформировали две определяющие волны, которые изменили австралийские правила и проложили путь к изменению состава населения, способствуя построению мультикультурного общества.
Адам Казе – соавтор главы «Бегство от коммунизма – послевоенная миграция югославов и вьетнамцев в Австралию и изменения в иммиграционной политике» в книге «Тридцать лет после падения Берлинской стены – перипетии в экономике, политике» и общества в посткоммунистических странах», который был опубликован в 2020 году Университетом Маккуори в Сиднее. Он представил эту статью перед публикацией на конференции Австралазийской ассоциации коммунистических и посткоммунистических исследований.
Живет и работает в Сиднее. Он женат на сербско-австралийском ученом, политическом аналитике и журналистке Нине Маркович-Казе, от которой у него двое детей. Вместе они основали неправительственный Фонд аллергии и микробиома, который стремится распространять информацию о решениях пищевой аллергии в Австралии и во всем мире.